# 미스터 존스 (1993년 영화)
《미스터 존스》(영어: Mr. Jones)는 미국에서 제작된 마이크 피기스 감독의 1993년 로맨틱 드라마 영화이다. 리처드 기어, 레나 올린 등이 출연하였고, 앨런 그라이스 등이 제작에 참여하였다.

## 출연진
- 리처드 기어
- 레나 올린
- 앤 밴크로프트
- 톰 어윈
- 델로이 린도
- 로런 톰
- 브루스 올트먼
- 토머스 코패치
- 피터 주러식
- 애나 마리아 호스퍼드
- 켈리 윌리엄스
- 빌 모즐리
- 벌렌테이 로드리게스
- 아이린 추
- 캐시 키니
- 존 더빈
- 루신다 제니
- 테일러 네그론
- 셰릴 리
- 빌 풀먼

## 기타 제작진
- 미술: 발데마르 칼리노프스키
- 의상: 리타 라이액